# Colletotrichum corchori
Colletotrichum corchori är en svampart som beskrevs av Pavgi & U.P. Singh 1965. Colletotrichum corchori ingår i släktet Colletotrichum och familjen Glomerellaceae.   Inga underarter finns listade i Catalogue of Life.